# Plzeň (vùng)
Vùng Plzeň (tiếng Séc: Plzeňský kraj) là một vùng của Cộng hòa Séc, giáp biên giới với bang Bayern của Đức. Vùng này có dân số là 589.899 người (thời điểm tháng 1 năm 2020), diện tích là 2919 km2. Thủ phủ vùng đóng tại thành phố Plzeň.
Điểm cao nhất nằm ở Velká Mokrůvka có độ cao 1.602 mét (5.256 ft)

## Thành phố và thị xã
- Blovice (Spálené Poříčí)
- Domažlice (Kdyně)
- Horažďovice
- Horšovský Týn (Staňkov)
- Klatovy (Nýrsko, Plánice)
- Kralovice (Manětín, Plasy)
- Nepomuk
- Nýřany (Město Touškov, Všeruby, Třemošná)
- Pilsen (Starý Plzenec)
- Přeštice
- Rokycany (Radnice, Zbiroh)
- Stod (Dobřany, Holýšov)
- Stříbro (Bezdružice)
- Sušice (Kašperské Hory)
- Tachov (Bor, Planá)